# Punta Cana

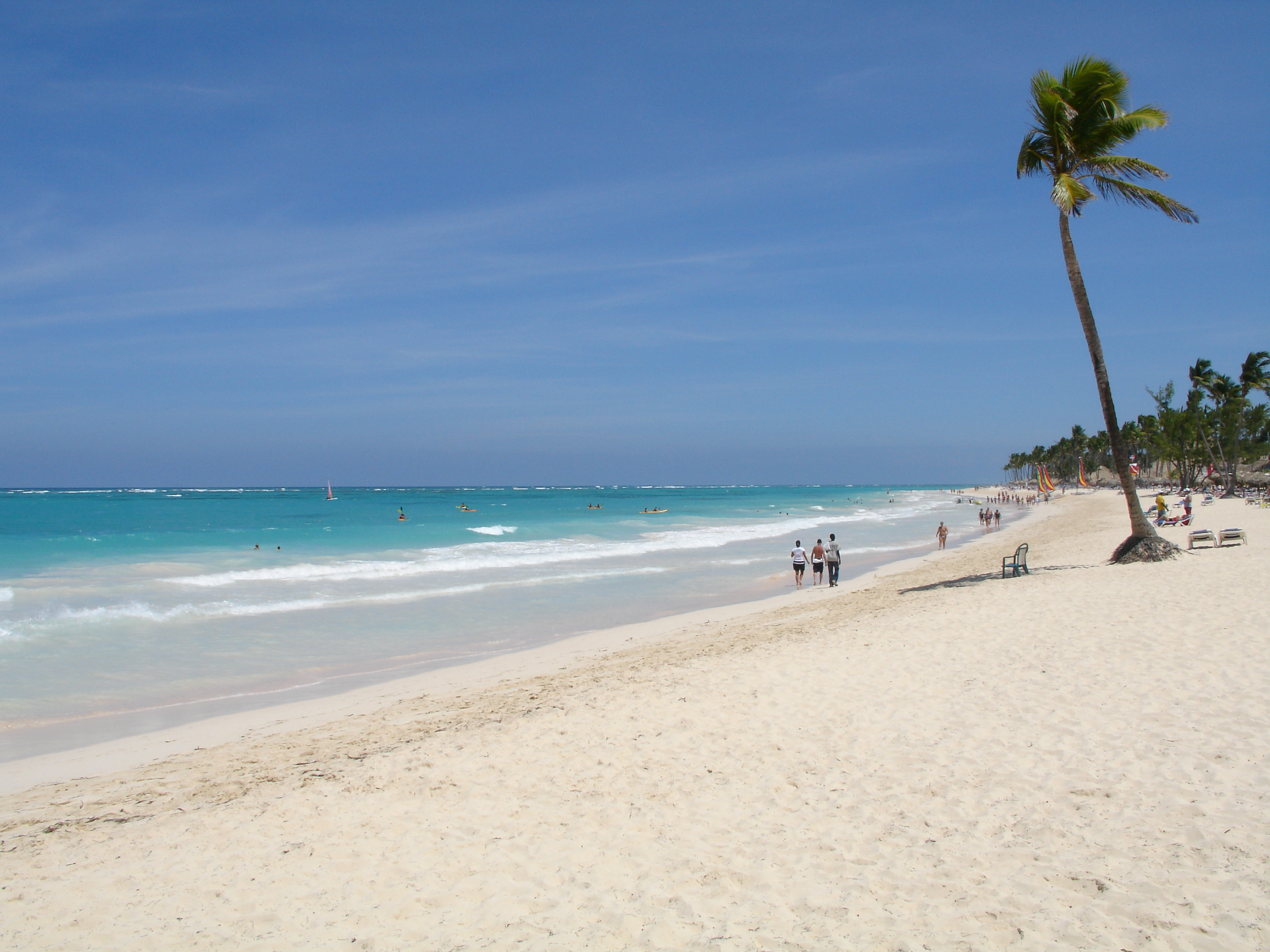
Praia de Bávaro, Punta Cana.

Punta Cana faz parte do distrito municipal de Punta Cana-Bávaro-Verón-Macao, em La Altagracia, a província mais oriental da República Dominicana. A região  mais conhecida pelas suas praias e "balneários" tanto na costa do mar do Caribe como na do Oceano Atlântico e é um destino turístico muito popular desde a década de 1970.

## Geografia
A área de Punta Cana tem uma população estimada de 100 000 habitantes, com uma taxa de crescimento anual de 6%. A norte, limita com a vila e praia de Cabeza de Toro, e em seguida com Bávaro e as praias de El Cortecito. A cidade mais próxima, com 500 anos de história, é a capital da província de Higüey, que fica a 45 km de distância, a cerca de uma hora de automóvel. Cadeias hoteleiras espanholas e particularmente europeias possuem quase tudo neste destino turístico e são donas de mais de 50 estâncias em Punta Cana.
A província, com 100 km de costa, tende a ser levemente ventosa. A costa é de águas pouco profundas, com várias piscinas naturais onde os turistas podem banhar-se sem perigo. De norte para sul, as principais praias são: Uvero Alto, Macao, Arena Gorda, Bávaro, El Cortecito, Las Corales e Cabeza de Toro – a norte do cabo – e Cabo Engaño, Punta Cana e Juanillo – a sul do cabo.
Bávaro é uma área que se inicia na  praia de Macao em Cabeza de Toro. À medida que os hotéis começaram a surgir ao longo da costa oriental, Bávaro tornou-se no centro de serviços com grandes áreas comerciais, restaurantes de fast-food e de luxo, bancos, clínicas, escritórios, supermercados e escolas. A maior localidade no distrito é Veron, já maior que Higüey em área, uma nova área pobre ao longo da estrada original que segue para oeste. Veron, que era o nome do proprietário francês de um negócio de madeiras no início da década de 1930, é hoje a cidade onde residem os trabalhadores dos hotéis. Possui, além de Bávaro, um dos quatro únicos postos de gasolina em Punta Cana. O mais próximo está situado a 48 km a oeste de Higüey, no cruzamento com Fruisa, com um novo posto de gasolina Texaco aberto em abril de 2010, 3 km a sul da praia de Macao, e o novo posto de gasolina Shell fechado para o aeroporto (na Estrada Coral) ser inaugurado no final de 2010.

### Aeroporto
O Aeroporto Internacional de Punta Cana é um dos aeroportos mais movimentados e conectados do Caribe. Em 2008, Punta Cana recebeu 3.758.109 passageiros, tornando-o o aeroporto mais movimentado do país.

## Clima
O tempo é bastante consistente ao longo do ano, com uma temperatura média de 30 °C. A estação úmida prolonga-se de maio a outubro e, durante o dia, as temperaturas podem atingir os 35 °C. De novembro a março, as temperaturas à noite rondam os 20 °C. A pluviosidade é muito fraca, principalmente devido à paisagem predominantemente plana, combinação de montes com savana.
| Dados climatológicos para Punta Cana                     | Dados climatológicos para Punta Cana | Dados climatológicos para Punta Cana | Dados climatológicos para Punta Cana | Dados climatológicos para Punta Cana | Dados climatológicos para Punta Cana | Dados climatológicos para Punta Cana | Dados climatológicos para Punta Cana | Dados climatológicos para Punta Cana | Dados climatológicos para Punta Cana | Dados climatológicos para Punta Cana | Dados climatológicos para Punta Cana | Dados climatológicos para Punta Cana | Dados climatológicos para Punta Cana |
| Mês                                                      | Jan                                  | Fev                                  | Mar                                  | Abr                                  | Mai                                  | Jun                                  | Jul                                  | Ago                                  | Set                                  | Out                                  | Nov                                  | Dez                                  | Ano                                  |
| -------------------------------------------------------- | ------------------------------------ | ------------------------------------ | ------------------------------------ | ------------------------------------ | ------------------------------------ | ------------------------------------ | ------------------------------------ | ------------------------------------ | ------------------------------------ | ------------------------------------ | ------------------------------------ | ------------------------------------ | ------------------------------------ |
| Temperatura máxima recorde (°C)                          | 31,0                                 | 30,7                                 | 31,2                                 | 32,0                                 | 33,9                                 | 34,4                                 | 34,7                                 | 34,5                                 | 34,6                                 | 33,7                                 | 32,7                                 | 32,5                                 | 34,7                                 |
| Temperatura máxima média (°C)                            | 27,7                                 | 27,6                                 | 28,1                                 | 28,7                                 | 29,6                                 | 30,3                                 | 30,5                                 | 30,7                                 | 30,9                                 | 30,5                                 | 29,4                                 | 28,1                                 | 29,3                                 |
| Temperatura mínima média (°C)                            | 21,9                                 | 21,8                                 | 22,0                                 | 22,5                                 | 23,2                                 | 24,1                                 | 24,6                                 | 24,8                                 | 24,4                                 | 23,6                                 | 23,2                                 | 22,3                                 | 23,2                                 |
| Temperatura mínima recorde (°C)                          | 16,0                                 | 14,0                                 | 14,8                                 | 15,2                                 | 16,0                                 | 14,9                                 | 19,0                                 | 17,9                                 | 15,0                                 | 15,0                                 | 15,9                                 | 14,0                                 | 14,0                                 |
| Chuva (mm)                                               | 66,4                                 | 54,2                                 | 54,2                                 | 69,2                                 | 124,4                                | 103,9                                | 78,3                                 | 103,1                                | 101,7                                | 152,1                                | 116,6                                | 78,5                                 | 1 102,6                              |
| Dias com chuva                                           | 10,0                                 | 6,8                                  | 6,7                                  | 6,6                                  | 10,1                                 | 9,2                                  | 9,1                                  | 10,0                                 | 10,4                                 | 11,4                                 | 11,5                                 | 11,0                                 | 112,8                                |
| Umidade relativa (%)                                     | 82,8                                 | 81,4                                 | 81,2                                 | 82,1                                 | 83,0                                 | 82,2                                 | 82,3                                 | 82,6                                 | 82,5                                 | 83,0                                 | 82,2                                 | 83,2                                 | 82,4                                 |
| Insolação (h)                                            | 256,9                                | 241,9                                | 278,8                                | 265,0                                | 249,7                                | 255,1                                | 268,3                                | 271,2                                | 245,2                                | 242,7                                | 238,3                                | 233,2                                | 3 046,3                              |
| Fonte: Organização Meteorológica Mundial                 |                                      |                                      |                                      |                                      |                                      |                                      |                                      |                                      |                                      |                                      |                                      |                                      |                                      |
| Fonte 2: National Oceanic and Atmospheric Administration |                                      |                                      |                                      |                                      |                                      |                                      |                                      |                                      |                                      |                                      |                                      |                                      |                                      |